# Арка Возз'єднання
Арка Возз'єднання, Арка Трьох Хартій (кор. 조국통일3대헌장기념탑) — колишній пам'ятник-арка, що розташовувався у Пхеньяні, столиці КНДР у 2001—2024 роках.
Також називається «Аркою Трьох Хартій» (зверніть увагу на корейський напис під картою Кореї з цифрою «3») на честь трьох декларацій, підписаних представниками КНДР та РК 4 липня 1972.
Тоді було опубліковано Спільну заяву Півночі та Півдня, в якій містилися три основні принципи об'єднання:
- здійснити об'єднання самостійно, без втручання третіх сил;
- забезпечити національну єдність незалежно від відмінностей в ідеології, переконаннях та різному політичному устрої;
- возз'єднати Батьківщину мирним шляхом без втручання збройних сил.

Споруджено у 2001 на ознаменування зазначеної спільної декларації на проспекті Тхоньїр біля південного в'їзду до Пхеньяну.
На Арці зображено карту об'єднаної Кореї, підтримувану двома кореянками в національних традиційних сукнях. Під Аркою проходить чотирисмугове Шосе Возз'єднання, яке з'єднує Пхеньян із Демілітаризованою зоною.
На основі пам'ятника зображені різні написи на підтримку об'єднання та миру від різних людей, організацій та націй.
15 січня 2024 року голова КНДР Кім Чен Ин у своїй промові на 10-й сесії Верховного народного зібрання КНДР визнав неможливим мирне об'єднання Кореї і заявив, що арка має бути ліквідована.
23 січня 2024 року у ЗМІ з'явилася інформація про те, що Арку Возз'єднання було знесено. При цьому на супутникових знімках того ж місця від 19 січня арка ще є. Таким чином, знесення було здійснено у період з 19 по 23 січня, проте точна його дата невідома. Новина про знесення Арки Возз'єднання була підтверджена Міністерством об'єднання Південної Кореї 24 січня 2024 року.